# Gens Aelia
Die  gens Aelia war eine plebejische Familie (gens) im Römischen Reich. Ihre Mitglieder trugen den Gentilnamen Aelius (weiblich: Aelia, gräzisiert: Ailios). Die Familie wird erstmals im 4. Jahrhundert v. Chr. erwähnt. Ihr Name taucht bis in die Spätantike auf. Besonders verbreitet war er durch mehrere Kaiser ab dem 2. Jahrhundert (Hadrian, Antoninus Pius, Lucius Verus, zeitweise auch Commodus), welche dieser Familie angehörten.
In der Republik waren die wichtigsten Zweige der Familie die Aelii Paeti und die Aelii Tuberones, später die Aelii Galli und Aelii Lamiae.

## Herkunft und Bedeutung
Die Herkunft des Namens Aelius ist nicht endgültig geklärt. Möglicherweise geht er auf altgriechisch ἥλιος hēlios „Sonne“ zurück.

## Namensträger

### Männliche Namensträger
- Aelius Aristides (* 26. November 117; † wohl 181), griechischer Rhetoriker
- Aelius Bassianus, römischer Offizier, 2. oder 3. Jahrhundert
- Aelius Dionysius, Gelehrter
- Aelius Donatus (* um 310; † um 380), römischer Grammatiker
- Aelius Fortis, römischer Centurio, 2. Jahrhundert
- Aelius Gallus, Statthalter von Ägypten, der 25 v. Chr. einen Feldzug nach Arabia felix unternahm
- Aelius Ingenuus, römischer Soldat, 2. oder 3. Jahrhundert
- Aelius Longinus, römischer Ritter und Offizier, 2. Jahrhundert
- Aelius Optatus, römischer Senator, 2. Jahrhundert
- Aelius Publianus, römischer Ritter und Offizier, 3. Jahrhundert
- Aelius Rufus, römischer Ritter und Offizier, 2. oder 3. Jahrhundert
- Aelius Spartianus, fiktiver römischer Historiker, siehe Historia Augusta
- Aelius Theon
- Ailios Herodianos (Aelius Herodianus; * um 180; † um 250), Grammatiker
- Aulus Aelius Sollemnianus, römischer Ritter und Offizier, 2. Jahrhundert
- Gaius Aelius Brocchus, römischer Ritter und Offizier, 1. und 2. Jahrhundert
- Gaius Aelius Gallus, Jurist oder Grammatiker
- Gaius Aelius Paetus, römischer Konsul 286 v. Chr.
- Lucius Aelius Aurelius Commodus, der Kaiser Commodus
- Lucius Aelius Caesar (* an einem 13. Januar um 101; † 1. Januar 138), Erbe Hadrians, römischer Konsul 137
- Lucius Aelius Seianus (* um 20 v. Chr.; † 18. Oktober 31), römischer Prätorianerpräfekt
- Lucius Aelius Lamia (Legat) (* 1. Jh. v. Chr.), Legat des Augustus im Kantabrischen Krieg
- Lucius Aelius Lamia (Konsul) († 33), römischer Konsul 3
- Lucius Aelius Lamia Plautius Aelianus (* vielleicht 40; † zwischen 81 und 96), Suffektkonsul 80, erster Ehemann der Domitia Longina
- Lucius Aelius Tubero, römischer Offizier und Historiker, um 58 v. Chr.
- Lucius Aelius Verus (* 15. Dezember 130; † 169), Mitkaiser Mark Aurels
- Lucius Aelius Stilo Praeconinus (* um 154 v. Chr.; † um 74 v. Chr.), römischer Philologe
- Lucius Aelius Oculatus, römischer Suffektkonsul 85
- Marcus Aelius Apollonius, römischer Elfenbeinschnitzer, Kaiserzeit
- Marcus Aelius Aurelius Theo, römischer Senator, 3. Jahrhundert
- Publius Aelius Alexander, römischer Offizier, 2. Jahrhundert
- Publius Aelius Ammonius, römischer Offizier, 3. Jahrhundert
- Publius Aelius Atticus, römischer Offizier, 3. Jahrhundert
- Publius Aelius Crispinus, römischer Offizier, 2. Jahrhundert
- Publius Aelius Erasinus, römischer Offizier, 3. Jahrhundert
- Publius Aelius Fortunatus, römischer Maler, 2. Jahrhundert
- Publius Aelius Hadrianus Afer, Vater des Kaisers Hadrian
- Publius Aelius Honoratus, römischer Offizier, 2. oder 3. Jahrhundert
- Publius Aelius Ligus, Konsul 172 v. Chr.
- Publius Aelius Magnus, römischer Offizier, 2. Jahrhundert
- Publius Aelius Mamianus, römischer Offizier, 3. Jahrhundert
- Publius Aelius Marcellus (Primus pilus), römischer Offizier, 2./3. Jahrhundert
- Publius Aelius Marcianus (Eques), römischer Offizier im 2. Jahrhundert
- Publius Aelius Marcianus (Präfekt), römischer Offizier im 2. Jahrhundert
- Publius Aelius Marinus, römischer Offizier, 2. Jahrhundert
- Publius Aelius Modestus, römischer Offizier, 3. Jahrhundert
- Publius Aelius Paetus (Konsul 337 v. Chr.), römischer Politiker
- Publius Aelius Paetus (Konsul 201 v. Chr.), römischer Politiker, Zensor 199 v. Chr.
- Publius Aelius Romanus, römischer Centurio, 2. Jahrhundert
- Publius Aelius Traianus Hadrianus, der Kaiser Hadrian
- Publius Aelius Vitalianus, römischer Offizier, 3. Jahrhundert

- Quintus Aelius Paetus (Pontifex) († 216 v. Chr.), römischer Politiker
- Quintus Aelius Paetus (Konsul 167 v. Chr.), römischer Politiker
- Quintus Aelius Rufinus Polianus, römischer Offizier (Kaiserzeit)
- Quintus Aelius Tubero (Volkstribun 193 v. Chr.), römischer Politiker
- Quintus Aelius Tubero (Triumvir Capitalis), römischer Politiker und Philosoph
- Quintus Aelius Tubero (Historiker) († nach 46 v. Chr.), römischer Historiker und Jurist
- Quintus Aelius Tubero (Konsul 11 v. Chr.), römischer Politiker
- Sextus Aelius Catus, römischer Konsul 4
- Sextus Aelius Paetus Catus, römischer Konsul 198 v. Chr.
- Titus Aelius Crescentianus, römischer Offizier, 3. Jahrhundert
- Titus Aelius Hadrianus Antoninus Augustus Pius, der Kaiser Antoninus Pius
- Titus Aelius Martialis, römischer Architekt, 2. Jahrhundert
- Titus Aelius Veranus, römischer Soldat, 1./2. Jahrhundert
- Titus Rubrius Aelius Nepos, römischer Suffektkonsul 79

### Weibliche Namensträger
- Aelia Ariadne, Ehefrau der Kaiser Zenon und Anastasios I.
- Aelia Eudoxia, Ehefrau des Kaisers Arcadius und Mutter des Kaisers Theodosius II.
- Aelia Flaccilla, erste Ehefrau des Kaisers Theodosius I.
- Aelia Galla Placidia, Tochter des Kaisers Theodosius I.
- Aelia Paetina, Tochter des Sextus Aelius Catus und zweite Ehefrau des Kaisers Claudius
- Aelia Pulcheria, Schwester des Kaisers Theodosius II. und Ehefrau des Kaisers Markian
- Aelia Sophia, Ehefrau des Kaisers Justin II.
- Aelia Verina, Ehefrau des Kaisers Leo I.